# Croqueuse d'hommes
Pour les articles homonymes, voir Maneater.
Croqueuse d'hommes (Maneater) est une mini-série américaine, réalisée par Timothy Busfield, scénarisée par Suzanne Martin d'après le roman de Gigi Levangie Grazer, et diffusée en deux parties le 30 et le 31 mai 2009 sur Lifetime.
En France, elle a été diffusée à partir du 1er mars 2012 sur M6.

## Synopsis
Clarissa approche de ses 32 ans et s'aperçoit qu'elle est toujours célibataire. Ne voulant pas finir « vieille fille » elle décide de se mettre à la recherche d'un compagnon.

## Distribution
- Sarah Chalke (VF : Véronique Desmadryl) : Clarissa Alpert[3]
- Marla Sokoloff (VF : Sauvane Delanoë) : Jennifer Ellenbach
- Judy Greer (VF : Barbara Beretta) : Joanne « Gravy » Hardgrave[4]
- Philip Winchester (VF : Denis Laustriat) : Aaron Mason[4]
- Gregory Harrison (VF : Guy Chapellier) : Teddy Alpert[4]
- Maria Conchita Alonso (VF : Pascale Vital) : Alexandra Alpert[4]
- Paul Leyden (VF : Pascal Germain) : Simon Taylor
- Garcelle Beauvais-Nilon : Suzee Saunders
- Noureen DeWulf : Polo
- Shalim Ortiz (en) : Pablo Hernandez
- Eric Allan Kramer : Jones Merrifield
- Leisha Hailey : Harriet

 Source et légende : version française (VF) sur RS Doublage

## Épisodes
1. Croqueuse d'hommes - Première partie
2. Croqueuse d'hommes - Deuxième partie

## Accueil
La deuxième partie du téléfilm a été vue par plus de 2,9 millions de téléspectateurs lors de sa première diffusion.